# Arcidiocesi di Tours

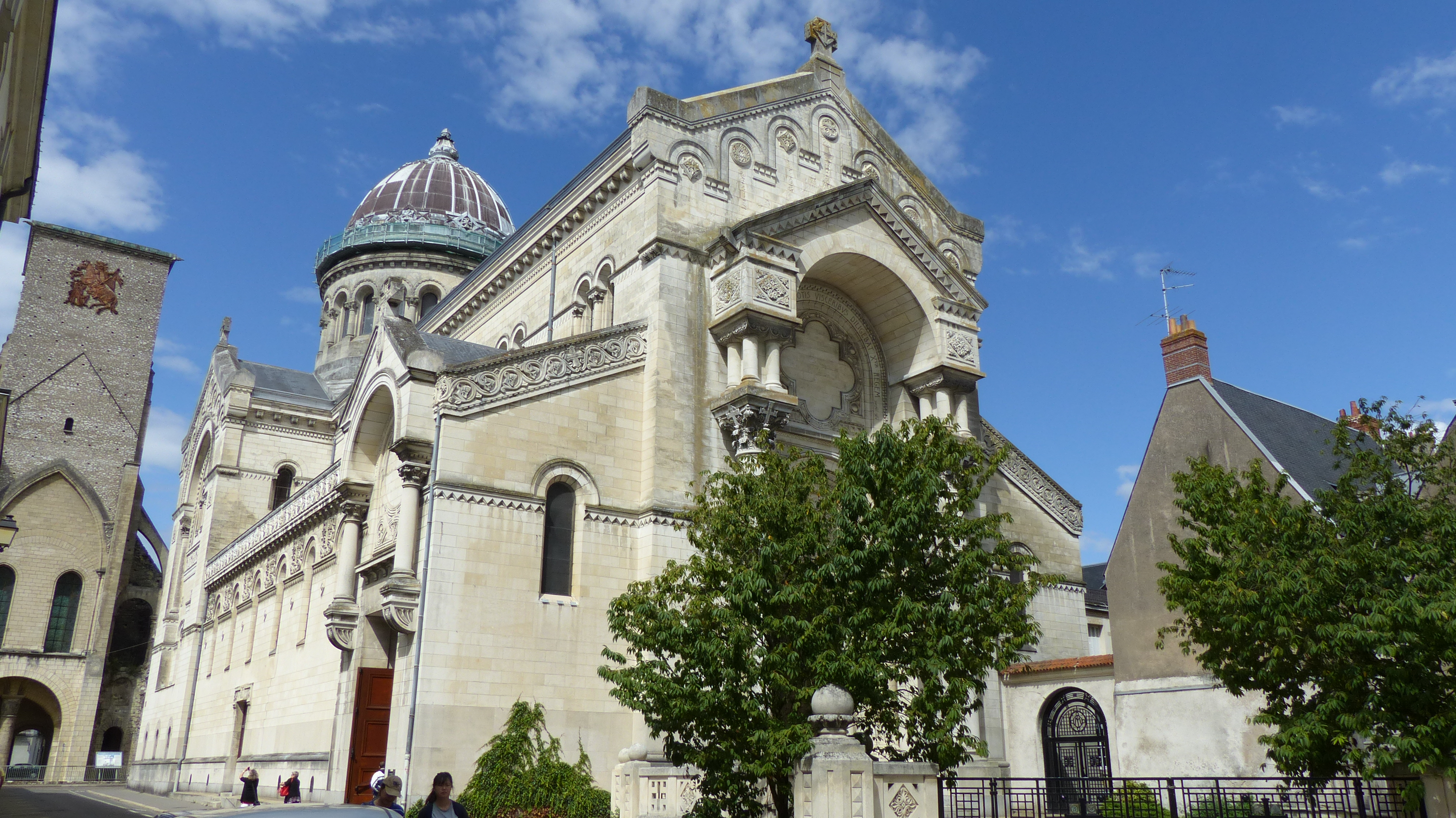
La basilica minore di San Martino.

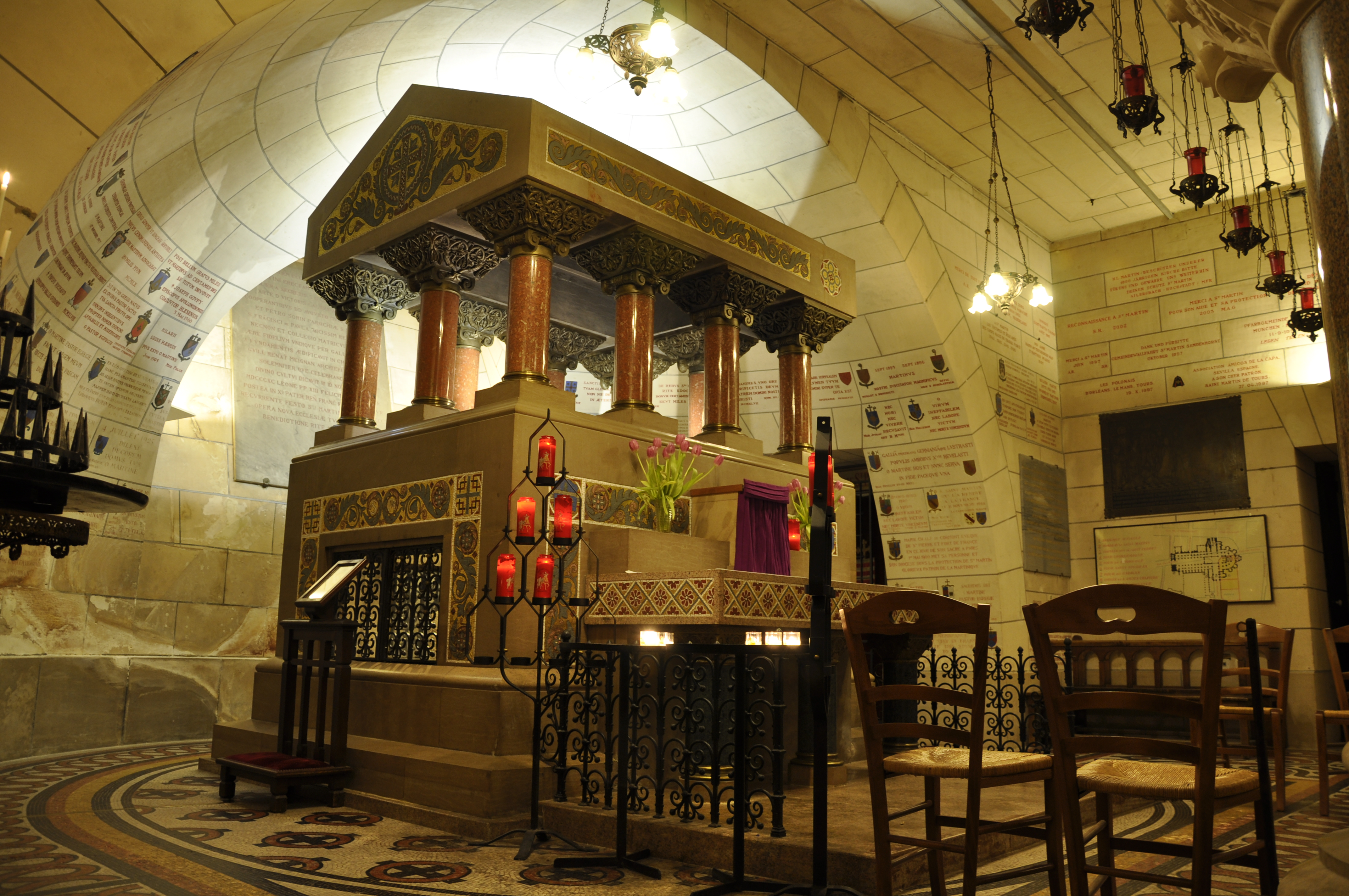
La tomba di San Martino di Tours nell'omonima basilica, costruita nel XIX secolo sulle rovine dell'antica abbazia eretta nel V secolo.

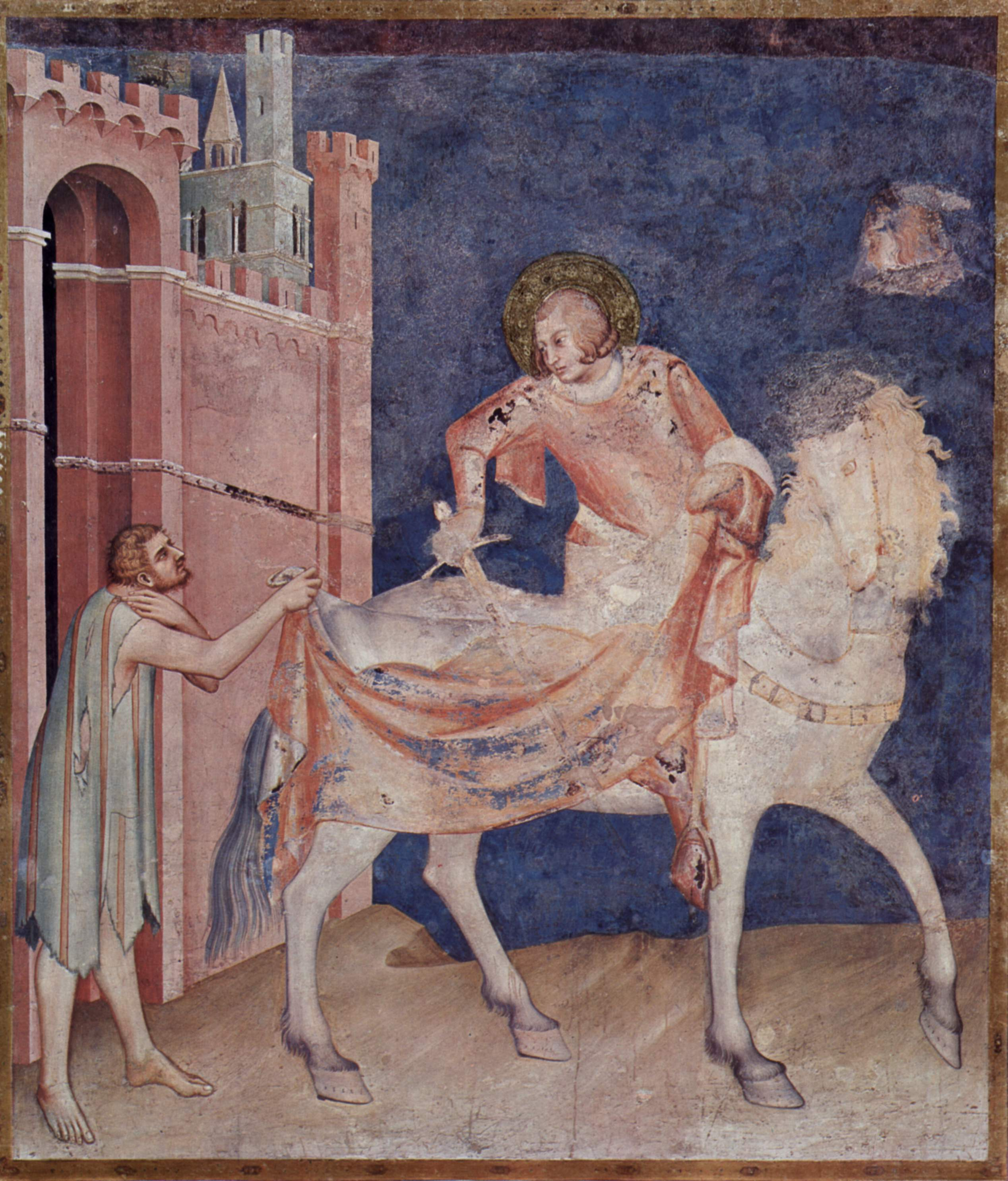
L'episodio del taglio del mantello di san Martino, in un affresco di Simone Martini.

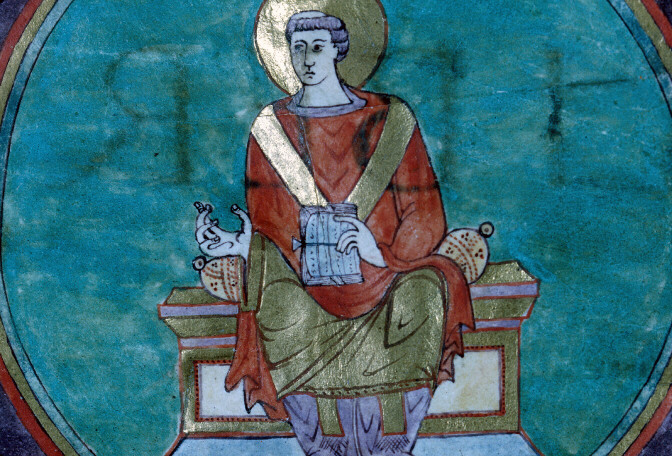
Immagine di San Gregorio di Tours in un sacramentario di Marmoutier ad uso della Chiesa di Autun (metà del IX secolo).

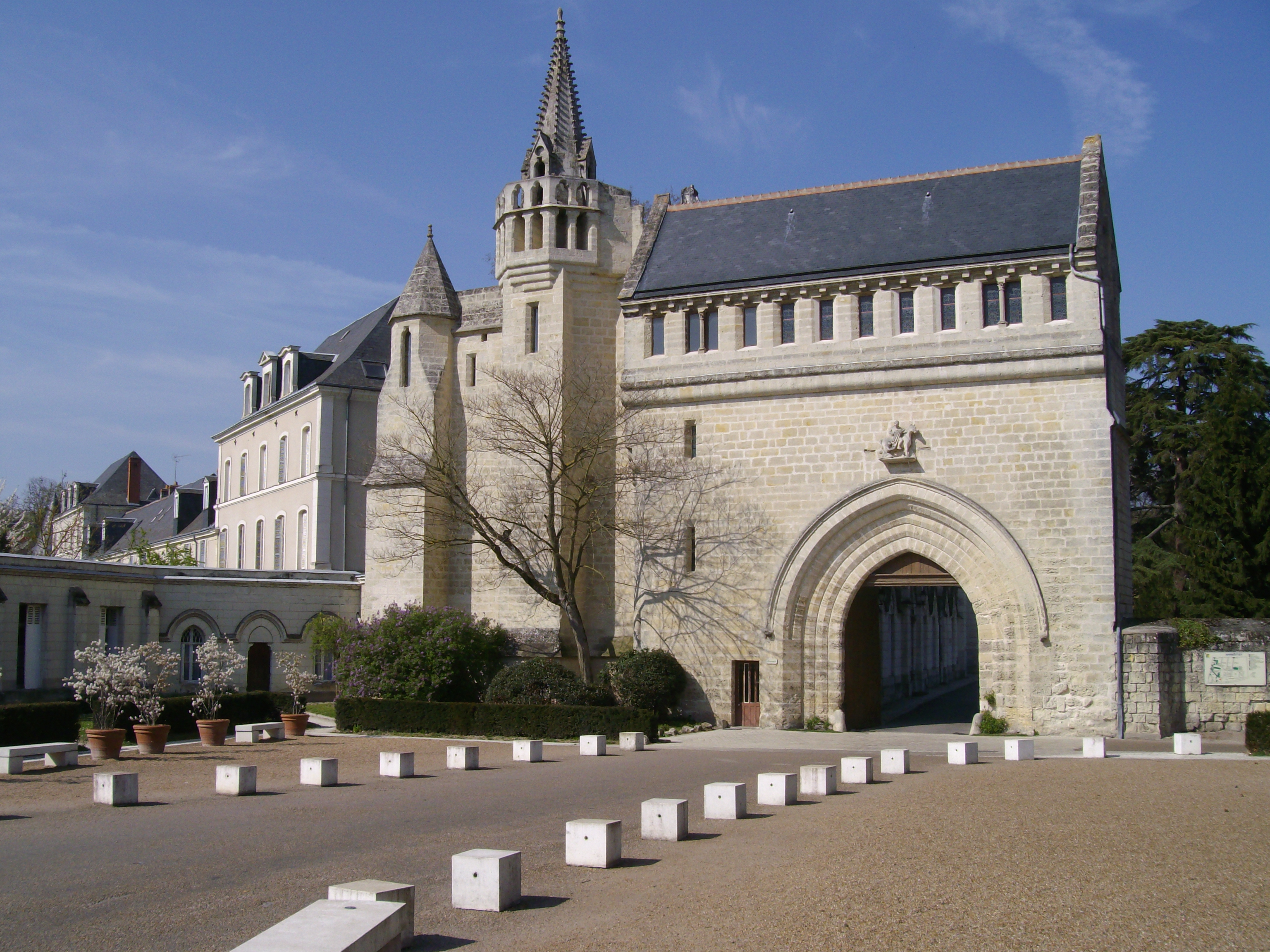
L'ex abbazia di Marmoutier ospita oggi una scuola privata.

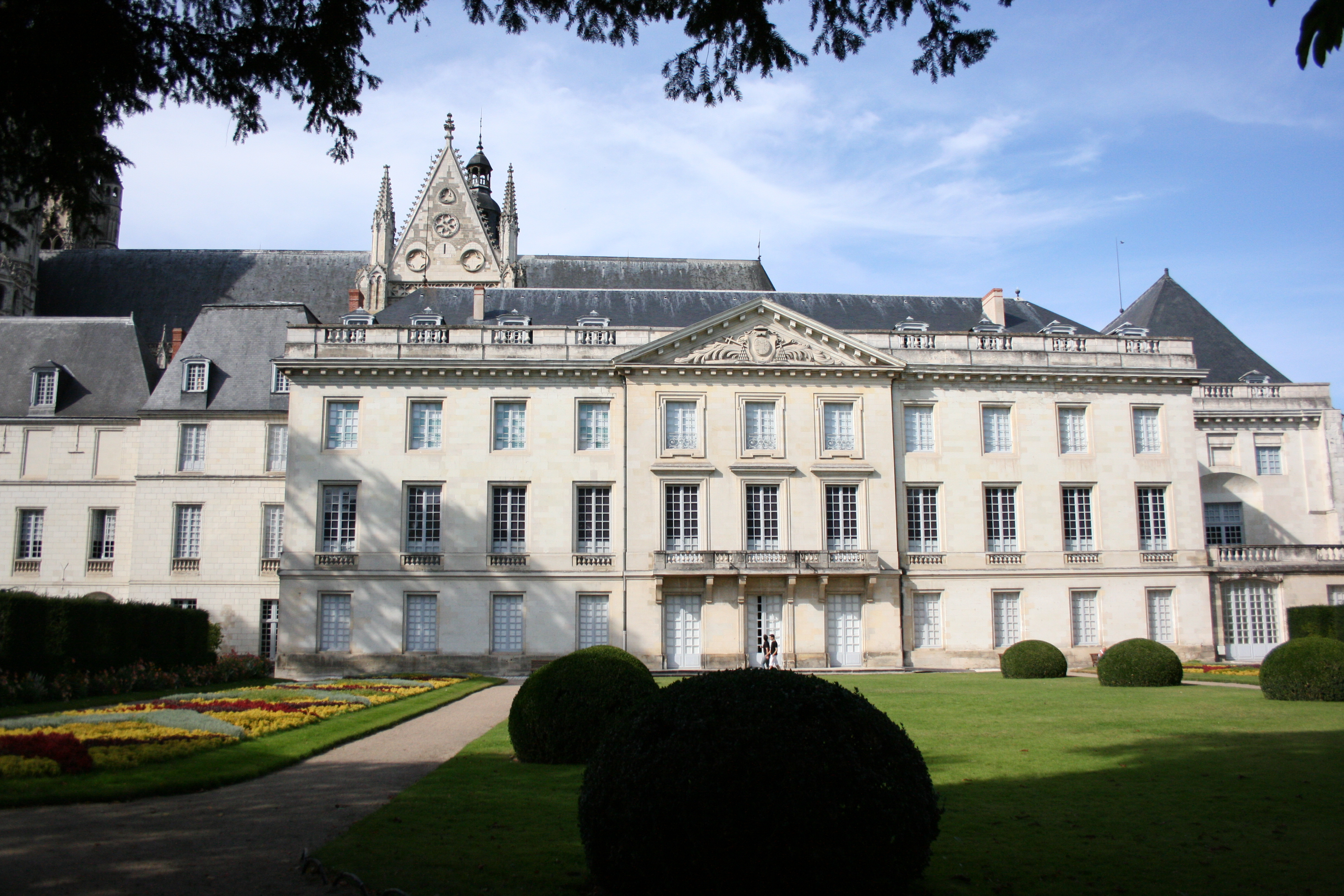
L'antico palazzo arcivescovile di Tours, oggi sede del museo delle Belle Arti.

L'arcidiocesi di Tours (in latino Archidioecesis Turonensis) è una sede metropolitana della Chiesa cattolica in Francia. Nel 2023 contava 503.650 battezzati su 610.100 abitanti. È retta dall'arcivescovo Vincent Jordy.

## Territorio
L'arcidiocesi corrisponde al dipartimento francese dell'Indre et Loire.
Sede arcivescovile è la città di Tours, dove si trovano la cattedrale di San Gaziano e la basilica minore di San Martino, che ospita la tomba del santo.
Il territorio si estende su 6.127 km² ed è suddiviso in 39 parrocchie, raggruppate in 7 decanati: Tours centro, Tours nord, Tours sud, Amboise, Château-la-Vallière, Chinon e Loches.

### Provincia ecclesiastica
Dal 2002 la provincia ecclesiastica di Tours comprende le seguenti suffraganee:
- Diocesi di Blois
- Arcidiocesi di Bourges
- Diocesi di Chartres
- Diocesi di Orléans

## Storia
La diocesi di Tours fu eretta nel III secolo. Il primo vescovo, documentato da san Gregorio, fu san Gaziano (Saint Gatien), vissuto nella seconda metà del secolo. La testimonianza di san Gregorio permette di ricostruire una ininterrotta serie episcopale fin dai primordi della fondazione della diocesi; tra i vescovi si ricordano alcuni santi entrati nella tradizione universale del cattolicesimo, come per esempio san Martino o lo stesso san Gregorio, noto in particolare per la sua fondamentale Historia Francorum.
Caesarodunum, capitale del popolo celtico dei Turoni, era una civitas e capitale della provincia romana della Gallia Lugdunense terza, come testimoniato dalla Notitia Galliarum dell'inizio del V secolo. Dal punto di vista religioso, come di quello civile, Tours divenne la sede metropolitana e la provincia ecclesiastica, come quella civile, comprendeva le seguenti diocesi suffraganee: Mans, Rennes, Angers, Nantes, Quimper (dioecesis Coriosolitum o Coriosopitum), Vannes e Léon (dioecesis Osismorum).
Secondo Louis Duchesne, la provincia ecclesiastica di Tours è già attestata con certezza e funzionante fin dalla metà del V secolo; in particolare gli otto vescovi della provincia si ritrovano assieme ai concili di Angers del 453 e a quello di Vannes del 465 circa. Dopo la conquista bretone della Bretagna e le fondazioni di Nominoë (IX secolo), la provincia ecclesiastica turonese si ingrandì con le diocesi di Dol, di Saint-Brieuc, di Tréguier e di Aleth (poi Saint-Malo).
A partire dal IX secolo l'autorità del metropolita di Tours è stata messa in crisi dai tentativi dei re bretoni di creare una autonoma provincia ecclesiastica della Bretagna con l'erezione di Dol ad arcidiocesi. I conflitti di giurisdizione durarono fino alla fine del XII secolo, quando, con la bolla Licet primum del 1º giugno 1199, papa Innocenzo III stabilì definitivamente che solo Tours era sede metropolitana e che tutte le diocesi bretoni ne dipendevano.
Il capitolo di Tours è il più antico capitolo di Francia e risale all'episcopato di san Baudino, a metà del VI secolo.
Durante il Medioevo la sede di Tours ebbe grande prestigio e in una lettera a Carlo il Calvo papa Adriano II la considerò la seconda più importante diocesi francese. Questo prestigio si doveva soprattutto alla presenza della basilica di San Martino, un centro religioso di primaria importanza, attorno al quale già prima della metà del VI secolo era sorto un monastero benedettino. Alcuino, vissuto a cavallo tra l'VIII e il IX secolo istituì una scuola, che copiò e tramandò antichi manoscritti sacri e profani.
A Tours si tennero nel Medioevo importanti concili regionali. Il primo di cui si a memoria è quello celebrato nel mese di novembre del 461, al quale parteciparono non solo alcuni vescovi della Lugdunense terza, ma anche altri vescovi che si erano recati a Tours per la festa di San Martino, tra cui Leone di Bourges e Germano di Rouen. Altri concili si celebrarono nel 567, nel 755 (dove fu raccomandato di fissare l'inizio dell'anno secondo il calendario a Pasqua), nell'813, nel 1055 e nel 1163. Ben presto le decisioni dei concili di Tours divennero autorevoli in tutta la Francia ed entrarono a far parte dei libri canonum, che erano alla base del diritto canonico della Chiesa.
A metà del IX secolo l'invasione normanna segnò una crisi nella vita dell'arcidiocesi. Il corpo di san Martino fu trasferito ad Auxerre nell'853 e per ottenerne la restituzione nell'884 fu inviato un esercito di 6000 uomini. L'abbazia di San Martino ebbe dall'845 abati laici, in quanto il titolo abbaziale fu assunto ereditariamente dai duchi di Francia, che con Ugo Capeto nel 987 divennero re.
Nel 1096 il pellegrinaggio alla tomba di san Martino compiuto da papa Urbano II fu il primo di una lunga serie di pellegrinaggi papali che continuò nel XII secolo: Pasquale II nel 1107, Callisto II nel 1119, Innocenzo II nel 1130 e Alessandro III nel 1163 giunsero tutti a Tours per venerare le reliquie. Fu a Tours che Alessandro III scomunicò l'antipapa Vittore IV.
A partire dal 1170, con l'arcivescovo Joscion, è stata intrapresa la costruzione della cattedrale gotica, dedicata a San Gaziano nel 1356, che fu ultimata nel 1547.
Un'altra importante abbazia di Tours fu quella di Marmoutier, costruita da san Martino appena fuori dalla città, presso le grotte in cui san Gaziano aveva già celebrato la Messa. L'abbazia fu devastata dai Normanni, che uccisero 120 dei 140 monaci. Successivamente l'abbazia risorse, tanto da avere nell'XI secolo 101 succursali, di cui 10 in Inghilterra.
Nel 1562 l'abbazia di Marmoutier fu saccheggiata dagli Ugonotti, che nello stesso anno bruciarono anche le reliquie di san Martino conservate nell'omonima basilica. Si conservano solo parte del cranio e un braccio.
Durante la rivoluzione l'abbazia di San Martino fu distrutta quasi interamente, ma fu ricostruita nel XIX secolo per impulso dell'arcivescovo cardinale Guillaume-René Meignan.
In seguito al concordato con la bolla Qui Christi Domini di papa Pio VII del 29 novembre 1801 la metropolia di Tours fu ridotta per la soppressione delle diocesi di Dol, Saint-Pol-de-Léon, Saint-Malo e Tréguier. Nel 1855 la nuova diocesi di Laval divenne suffraganea di Tours. Un'ulteriore diminuzione della provincia ecclesiastica di Tours avvenne nel 1859, quando Rennes fu eretta a sede metropolitana, sottraendo a Tours le diocesi bretoni di Vannes, Quimper e Saint-Brieuc.
In seguito alla riorganizzazione delle circoscrizioni ecclesiastiche francesi, dall'8 dicembre 2002 la metropolia turonese è stata completamente stravolta, assegnando alla provincia ecclesiastica sedi diocesane che mai, nella storia di Tours, erano state sue suffraganee.

## Cronotassi dei vescovi
Si omettono i periodi di sede vacante non superiori ai 2 anni o non storicamente accertati.
L'arcidiocesi di Tours conserva il più antico catalogo episcopale della cristianità dopo il Liber pontificalis della Chiesa di Roma, ed è quello redatto da san Gregorio nell'ultimo capitolo della sua Historia Francorum (scritto nel 594). Diversi sono i cataloghi episcopali che proseguono quello di Gregorio, e che si è soliti distinguere in due serie: quelli che riportano gli anni (e a volte i mesi e i giorni) di episcopato (e a volte gli anni e/o i mesi di vacanza della sede); e quelli che riportano la semplice lista episcopale senza dati cronologici. In alcuni casi, i cataloghi con le cifre manifestano evidenti anacronismi, dovuti ad errori di copiatura da parte di qualche amanuense medievale.
- San Gaziano † (circa 250 - 20 dicembre 301 ? deceduto)
  - Sede vacante (301-338)
- San Lidorio † (337/338 - 13 settembre 371 deceduto)
- San Martino † (371/372 - 397 deceduto)[7]
- San Brizio † (397 - 430 destituito)[8]
- Giustiniano †
- Armenzio †
- San Brizio † (? - 444 deceduto) (per la seconda volta)
- Sant'Eustochio † (444 - 461 deceduto)[9]
- San Perpetuo † (prima di novembre 461 - 1º gennaio 491 deceduto)
- San Volusiano † (491 - circa 498/499 deceduto)
- Vero † (circa 498/499 - circa 507/508 deceduto)[10]
- Licinio † (circa 507/508 - dopo il 511)[11]
- Teodoro e Procolo †[12]
- Dinifio †[13]
- Ommazio †[14]
- Leone †[15]
- Francilio †[16]
- Ingiurioso † (circa 529 - circa 546)
- San Baldo o Baudino † (circa 546 - circa 552)[17]
- Gontario † (circa 552 - circa 555)[18]
  - Sede vacante[19]
- Sant'Eufronio † (556 - 573 deceduto)[20]
- San Gregorio di Tours † (573 - 17 novembre 595[21] deceduto)
- Pelagio I † (prima di luglio 596 - 602 deceduto)
- Leopacario † (602 - circa ottobre 614 deceduto)[22]
- Aigirico † (614[23] - 617 deceduto)
- Gualato (o Valato o Gualdo) † (618 - 619)
- Sigelaico † (circa 620 - circa 622 deceduto)
- Leobaldo † (circa 622 - 625)
- Modegisilo † (625 - 638)
- Latino † (638 - 650)
- Caregisilo † (650 - 652)
- Rigoberto † (652 - 654)
- Papoleno † (654 - 660)
- Crodoberto † (660 - 695)
- Pelagio II † (695 - 700)
- Evarzio † (700 - 709)
- Ibbone † (709 - 724)
- Gontrano II † (724 - 732)
- Didone † (732 - 733)
- Rimberto † (733 - 752)
- Auberto † (752 - 754)
- Ostaldo † (754 - 760)
- Gaviano † (760 - 765)
- Eusebio † (765 - 771)
- Erlingo † (771 - 792)
- Giuseppe I † (792 - 815 deceduto)
- Landranno I † (prima di giugno 816 - dopo febbraio 835 deceduto)[24]
- Ursmaro † (prima di aprile 837 - giugno 846 deceduto)
- Landranno II † (prima del 4 luglio 846 - dopo novembre 849 deceduto)
- Amalrico † (circa 850[25] - dopo agosto 855 deceduto)
- Erardo † (21 marzo 856 - 30 giugno 871 deceduto)
- Actardo † (871 - fine 874 deceduto)
- Adalardo † (27 marzo 875 - 19 maggio 891 deceduto)
- Erberno † (circa luglio 891 - 16 novembre 918 deceduto)
- Roberto † (916 - 931 deceduto)
- Teotolone † (dicembre 931 o gennaio 932 - 28 aprile 945 deceduto)
- Giuseppe II † (marzo o aprile 946 - 19 giugno 957 deceduto)
- Frotario † (prima di gennaio 958 - circa 960)
- Arduino † (circa 961 - 1º maggio 980 deceduto)
  - Sede vacante (980-983)
- Archambault de Sully † (984 - 17 novembre 1003 deceduto)
- Hugues de Chateaudun † (circa 1004/1005 - 12 maggio 1023 deceduto)
- Arnold † (26 novembre 1023 - 20 settembre 1052 deceduto)
- Barthelemy de Faye † (1052[26] - 9 o 12 aprile 1068 deceduto)
  - Sede vacante (1068-1072)
- Raoul I † (1072 - 1086)
- Raoul II † (prima del 16 settembre 1087 - 1118 deceduto)
- Gilbert de Maillé † (1118 - 1125 deceduto)
- Hildebert de Lavardin † (1125 - 13 giugno 1133 deceduto)
- Hugues d'Etampes † (prima del 1º luglio 1133 - 1147 deceduto)
- Engebault de Preuilly † (1147 - 11 settembre 1156 deceduto)
- Joscion † (prima del 10 luglio 1157 - 1173 o 1174 deceduto)
- Barthelemy de Vendôme † (1174 - 15 ottobre 1206 deceduto)
- Géoffroy de la Lande † (1206 - 29 aprile 1208 deceduto)
- Jean de la Faye † (4 ottobre 1208 - 23 aprile 1228 deceduto)
- Juhel de Manthefelon † (1229 - 20 marzo 1245 nominato arcivescovo di Reims)
- Géoffroy Marcel † (13 maggio 1245 - 10 luglio 1251 deceduto)
- Pierre de Lamballe † (8 aprile 1252 - 24 ottobre 1256 deceduto)
- Vincent de Pirmil † (1257 - 19 settembre 1270 deceduto)
- Jean de Montsoreau † (16 gennaio 1271 - 26 gennaio o 6 febbraio 1285 deceduto)
- Olivier de Craon † (24 maggio 1285 - 24 agosto 1285 deceduto)
- Bouchard Dain † (24 aprile 1286 - 19 ottobre 1290 deceduto)
- Philippe de Candé † (3 gennaio 1291 - 15 febbraio 1291 deceduto)
- Renaud de Montbazon † (21 novembre 1291 - 23 agosto 1312 deceduto)
- Géoffroy de la Haye † (20 febbraio 1313 - 6 aprile 1323 deceduto)
- Etienne de Bourgueil † (16 agosto 1323 - 7 marzo 1335 deceduto)
- Pierre Frétaud † (14 luglio 1335 - 21 maggio 1357 deceduto)
- Philippe Blanche † (3 luglio 1357 - 1363 deceduto)
- Simon de Renoul, O.S.B. † (25 ottobre 1363 - 2 gennaio 1379 deceduto)
- Seguin d'Auton † (14 gennaio 1380 - 20 giugno 1380 nominato patriarca di Antiochia)
- Aléaume Boistel † (20 giugno 1380 - 1382 deceduto)
- Guy de Roye † (17 ottobre 1382 - 8 ottobre 1383 nominato vescovo di Castres)
  - Seguin d'Auton † (8 ottobre 1383 - 25 marzo 1395 deceduto) (amministratore apostolico)
- Ameil du Breuil † (5 novembre 1395 - 1º settembre 1414 deceduto)
- Jacques Gélu † (7 novembre 1414 - 30 luglio 1427 nominato arcivescovo di Embrun)
- Philippe de Coëtquis † (30 luglio 1427 - 12 luglio 1441 deceduto)
- Jean Bernardi † (11 dicembre 1441 - 28 aprile 1466 deceduto)
- Bastet de Crussol † (9 giugno 1466 - 13 maggio 1468 nominato vescovo di Valence)
- Hélie de Bourdeilles, O.F.M.Conv. † (16 maggio 1468 - 5 luglio 1484 deceduto)
- Robert de Lénoncourt † (29 luglio 1484 - 28 marzo 1509 nominato arcivescovo di Reims)
- Carlo Domenico Del Carretto † (5 aprile 1509 - 3 luglio 1514 nominato arcivescovo, titolo personale, di Cahors)
- Christophe de Brillac † (3 luglio 1514 - 31 luglio 1520 deceduto)
- Martin de Beaune † (24 agosto 1520 - 2 luglio 1527 deceduto)
- Antoine de Bar † (16 marzo 1528 - 12 gennaio 1547 deceduto)
- Georges d'Armagnac † (13 gennaio 1548 - 6 aprile 1551 dimesso)
- Étienne Poncher † (6 aprile 1551 - 15 marzo 1553 deceduto)
  - Alessandro Farnese il Giovane † (28 aprile 1553 - 1554 dimesso) (amministratore apostolico)
- Simon de Maillé † (25 giugno 1554 - 11 gennaio 1597 deceduto)
- François de la Guesle † (10 febbraio 1597 - 30 ottobre 1614 deceduto)
- Sebastiano Dori Galagai † (19 dicembre 1616 - 1617 dimesso)
- Bertrand d'Eschaud † (26 giugno 1617 - 21 maggio 1641 deceduto)
- Victor Bouthillier † (21 maggio 1641 succeduto - 11 o 12 settembre 1670 deceduto)
- Charles de Rosmadec † (8 febbraio 1672 - 12 luglio 1672 deceduto)
- Michel Amelot de Gournay † (11 settembre 1673 - 7 febbraio 1687 deceduto)
  - Sede vacante (1687-1693)
- Mathieu Isoré d'Hervault † (22 dicembre 1693 - 9 luglio 1716 deceduto)
  - Sede vacante (1716-1719)
- Armand Pierre de la Croix de Castries † (18 settembre 1719 - 23 settembre 1722 nominato arcivescovo di Albi)
- François Blouet de Camilly † (20 gennaio 1723 - 17 ottobre 1723 deceduto)
- Louis Jacques Chapt de Rastignac † (27 settembre 1724 - 2 agosto 1750 deceduto)
- Henri-Marie-Bernardin de Ceilhes de Rosset de Rocozel de Fleury † (17 maggio 1751 - 2 marzo 1775 dimesso[27])
- Joachim François Mamert de Conzié † (29 maggio 1775 - 8 maggio 1795 deceduto)
  - Sede vacante (1795-1802)
- Jean-de-Dieu-Raymond de Boisgelin de Cucè † (16 aprile 1802 - 22 agosto 1804 deceduto)
- Louis Mathias de Barral † (1º febbraio 1805 - 1º settembre 1815 dimesso)
  - Sede vacante (1815-1817)
- Jean-Baptiste du Chilleau † (1º ottobre 1817 - 24 novembre 1824 deceduto)
- Augustin Louis de Montblanc † (24 novembre 1824 succeduto - 28 dicembre 1841 deceduto)
- François Nicolas Madeleine Morlot † (27 gennaio 1843 - 19 marzo 1857 nominato arcivescovo di Parigi)
- Joseph Hippolyte Guibert, O.M.I. † (19 marzo 1857 - 27 ottobre 1871 nominato arcivescovo di Parigi)
- Felix Pierre Fruchaud † (27 ottobre 1871 - 9 novembre 1874 deceduto)
- Charles Théodore Colet † (21 dicembre 1874 - 30 novembre 1883 deceduto)
- Guillaume-René Meignan † (24 marzo 1884 - 20 gennaio 1896 deceduto)
- René François Renou † (25 giugno 1896 - 2 agosto 1913 dimesso[28])
- Albert Negre † (5 agosto 1913 - 5 febbraio 1931 deceduto)
- Louis-Joseph Gaillard † (25 settembre 1931 - 28 ottobre 1956 deceduto)
- Louis Ferrand † (28 ottobre 1956 succeduto - 9 settembre 1980 ritirato)
- Jean-Marcel Honoré † (13 agosto 1981 - 22 luglio 1997 ritirato)
- Michel Moutel, P.S.S. † (22 luglio 1997 - 11 maggio 1998 deceduto)
- André Vingt-Trois † (21 aprile 1999 - 11 febbraio 2005 nominato arcivescovo di Parigi)
- Bernard-Nicolas Aubertin, O.Cist. (23 giugno 2005 - 26 ottobre 2019 ritirato)
- Vincent Jordy, dal 4 novembre 2019

## Statistiche
L'arcidiocesi nel 2023 su una popolazione di 610.100 persone contava 503.650 battezzati, corrispondenti all'82,6% del totale.
| anno | popolazione | popolazione | popolazione | presbiteri | presbiteri | presbiteri | presbiteri                | diaconi | religiosi | religiosi | parrocchie |
| anno | battezzati  | totale      | %           | numero     | secolari   | regolari   | battezzati per presbitero | diaconi | uomini    | donne     | parrocchie |
| ---- | ----------- | ----------- | ----------- | ---------- | ---------- | ---------- | ------------------------- | ------- | --------- | --------- | ---------- |
| 1950 | 274.620     | 350.000     | 78,5        | 341        | 321        | 20         | 805                       |         | 40        | 1.004     | 295        |
| 1970 | ?           | 436.124     | ?           | 321        | 273        | 48         | ?                         |         | 71        | 1.054     | 296        |
| 1980 | 423.030     | 486.884     | 86,9        | 264        | 218        | 46         | 1.602                     | 1       | 67        | 805       | 300        |
| 1990 | 453.000     | 520.000     | 87,1        | 217        | 171        | 46         | 2.087                     | 9       | 62        | 720       | 300        |
| 1999 | 436.400     | 545.500     | 80,0        | 181        | 144        | 37         | 2.411                     | 15      | 45        | 523       | 82         |
| 2000 | 426.023     | 568.031     | 75,0        | 180        | 144        | 36         | 2.366                     | 15      | 43        | 501       | 81         |
| 2001 | 414.662     | 568.031     | 73,0        | 171        | 141        | 30         | 2.424                     | 15      | 38        | 485       | 77         |
| 2002 | 420.042     | 554.345     | 75,8        | 165        | 133        | 32         | 2.545                     | 14      | 41        | 489       | 77         |
| 2003 | 385.030     | 554.003     | 69,5        | 152        | 126        | 26         | 2.533                     | 16      | 35        | 449       | 77         |
| 2004 | 347.456     | 560.413     | 62,0        | 143        | 122        | 21         | 2.429                     | 16      | 29        | 429       | 76         |
| 2010 | 503.000     | 597.724     | 84,2        | 117        | 102        | 15         | 4.299                     | 21      | 20        | 387       | 44         |
| 2014 | 501.600     | 607.000     | 82,6        | 118        | 88         | 30         | 4.250                     | 27      | 33        | 331       | 41         |
| 2017 | 498.800     | 604.000     | 82,6        | 101        | 79         | 22         | 4.938                     | 24      | 26        | 223       | 39         |
| 2020 | 500.900     | 606.511     | 82,6        | 99         | 80         | 19         | 5.059                     | 27      | 25        | 173       | 39         |
| 2022 | 502.000     | 608.390     | 82,5        | 95         | 72         | 23         | 5.284                     | 30      | 28        | 146       | 39         |
| 2023 | 503.650     | 610.100     | 82,6        | 93         | 68         | 25         | 5.415                     | 27      | 31        | 142       | 39         |